# استفان گولیاس
 استفان گولیاس (مجاری: Gulyás István؛ ۱۳ اکتبر ۱۹۳۱ – ۳۱ ژوئیهٔ ۲۰۰۰) یک تنیس‌باز اهل مجارستان بود.